# سبب شرعي
السبب أو السبب الشرعي في علم أصول الفقه الإسلامي. هو: نوع من أنواع خطاب الوضع معناه ما يلزم من وجوده وجود الحكم ومن عدمه العدم. مثل: النسب؛ فإنه أحد أسباب الإرث.

## السبب الشرعي
السبب لغةً: للسبب في اللغة معانٍ متعددة، منها الباب، ومن ذلك الآية: ((لعلي أبلغ الأسباب، أسباب السماوات))، أي أبوابها. ويطلق أيضًا على الحبل، ومنه الآية: ((فليمدد بسببٍ ثم ليقطع)) أي بحبلٍ. ويطلق على الطريق.
السبب اصطلاحًا: الوصف الظاهر المنضبط الذي جُعل مناطُا لوجود الحكم.
ويعرف السبب أيضًا بأنه ما يتوصل به إلى غيره. ويقصد به في أصول الفقه الإسلامي: أحد أنواع الأحكام الشرعية، التي وضعها الشرع متعلقة بحكم شرعي آخر. مثل: دخول المسجد؛ فإنه سبب لصلاة تحية المسجد. ومثل: كسوف الشمس أو خسوف القمر؛ فإنه  سبب لصلاة الكسوف.

## الفرق بين السبب والشرط والمانع
السبب: ما يلزم من وجوده الوجود، ومن عدمه العدم لذاته.
أما الشرط: ما يلزم من عدمه العدم، ولا يلزم من وجوده وجود ولا عدم لذاته، وكان خارجًا عن الماهية.
المانع: ما يلزم من وجوده العدم، ولا يلزم من عدمه وجود ولا عدم.
لذا فلوجود الحكم الشرعي لا بد من وجود السبب وتوافر الشرط وانتفاء المانع.
مثال على ذلك: وجوب الزكاة. فسببها ملك النصاب. وشرط هذا الوجوب هو حولان الحول. أما المانع منه فهو وجود دينٍ. فإن وجد السبب (النصاب) وتحقق الشرط (حولان الحول) وانتفى المانع (وجود دينٍ) فتجب الزكاة على ذلك المسلم.

## أنواع الأسباب
يمكن تصنيف الأسباب بعدة تصنيفات:
1- من حيث موضوعه:
- سبب وقتي: فهو يتعلق بالزمن، أي هو وقت. كزوال الشمس كسبب لوجوب صلاة الظهر، وانتهاء شهر شعبان كسبب لوجوب الصيام.
- سبب معنوي: مثل التسبب بالسكر لتحريم شرابٍ ما.
2- من حيث المسبب:
وتنقسم إلى:
- أسباب لا تتعلق بقدرة المكلف: مثل دخول وقت الصلاة. فهو ليس باستطاعته إدخال الصلاة وقتها. 
- أسباب تتعلق بقدرة المكلف: مثل النكاح سبب للوراثة، والبيع سبب للتملك. فهذه أمور يختارها المكلف بإرادته.
وتلك الأسباب المرتبطة بقدرة المكلف تنقسم إلى 3 أقسام: أسباب مأمورٌ بها وأسبابٌ منهيٌ عنها (فللسرقة حدٌ يجب إنفاذه، فالسرقة سببٌ منهيٌ عنه)، وأسباب مباحة.
3- من حيث تأثيره في الحكم:
وينقسم إلى قسمين:
- مؤثر في الحكم مثل تسبب شرابٍ ما بالسكر فيحرم ذلك الشراب. فهنا ارتبطت حرمانية الشراب بسببه. ومنه أيضًا السفر كسبب لأن يفطر الصائم أو يقصر صلاته. فهنا يدرك العقل منطقية الرابطة بين السبب والحكم. ويطلق على هذا النوع من السبب اسم «العلة».
- غير مؤثر في الحكم: أي لا يستطيع العقل إيجاد رابطةٍ تلزم السبب بالحكم. كنشر الصلوات في أوقات النهار، فدخول وقت الظهر سبب لوجوب صلاة الظهر، بينما العقل قد لا يرى بأسًا من أن يصلي المرء كل الصلوات معًا.

## اقرأ أيضًا
- خطاب الوضع
- الأحكام التكليفية
- المانع (أصول فقه إسلامي)
- شرط (أصول فقه)